# 青木良仁 (生理学者)
青木良仁（あおき よしひと、1976年8月25日 - ）は、歯科医師、歯学博士、生理学者。株式会社アスリートパワー代表取締役。パワーリフティング国体出場選手。180cm116kg。

## 経歴
2001年東京歯科大学歯学部歯学科を卒業後、大学院生理学講座へ進学し2006年に博士号を取得。
大学院修了後、医療コンサルティング会社を設立し、生理学者として生理学や運動学に関する講義、講演活動を各地で行う。
2009年パワーリフティング105kg級日本チャンピオン阿久津貴史、フィットネスコンサルタント村上晃平とパーソナルトレーナー検索サイト「トレなび」を設立。
2011年10月9日、NSCAパーソナルトレーナー資格取得。
2016年日本サプリメントフーズ株式会社の「クラチャイダムゴールド」「マカエンペラー」を監修。
2017年株式会社 Athlete Power設立。「BCAA PREMIUM」を開発し発売。

## 戦歴
- パワーリフティング
  - 2015年沖縄県民大会120kg級優勝
  - 2016年沖縄県民大会120kg級優勝
  - 2016年全九州大会120kg級優勝
  - 2016年いわて国体120kg級5位[8]。

## 著作
- 脳幹孤束核細胞の生理機能について（Ａ０４‐００９０‐１）[9]。
- ハムスター顎下神経節細胞のエンドセリン-1応答[10]。

## 所属団体
- 日本生理学会
- 日本臨床スポーツ医学会